# Стронций-90
Стро́нций-90 (лат. strontium-90) — радиоактивный нуклид химического элемента стронция с атомным номером 38 и массовым числом 90. Образуется преимущественно при делении ядер в ядерных реакторах и ядерном оружии.
В окружающую среду 90Sr попадает преимущественно при ядерных взрывах и выбросах с АЭС.
Стронций является аналогом кальция и способен прочно откладываться в костях. Длительное радиационное воздействие 90Sr и продуктов его распада поражает костную ткань и костный мозг (миелотоксичность), что приводит к развитию хронической лучевой болезни, опухолей кроветворной ткани и костей (радиогенная остеосаркома, крайне злокачественная и плохо поддающаяся лечению, отличается низкой радиочувствительностью). У беременных женщин накопленный в костях изотоп оказывает радиоактивное воздействие и на плод. С учётом этого и того, что стронций-90 обладает относительно длительным периодом полураспада, в основном используется как маркёрный при определении границ и уровней антропогенного радиоактивного загрязнения. При этом общий уровень ионизирующего излучения (включая γ- и α-) и суммарное содержания всех загрязняющих радионуклидов, в том числе короткоживущих, на данной территории может быть выше выявляемого стронция-90 или β-излучения.
Активность одного грамма этого нуклида составляет приблизительно 5,1 ТБк.

## Образование и распад
Стронций-90 является дочерним продуктом β−-распада нуклида 90Rb (период полураспада составляет 158(5) c) и его изомеров c:
{\displaystyle \mathrm {^{90}_{37}Rb} \rightarrow \mathrm {^{90}_{38}Sr} +e^{-}+{\bar {\nu }}_{e}.}
В свою очередь, 90Sr претерпевает β−-распад, переходя в радиоактивный иттрий 90Y (вероятность 100 %, энергия распада 545,9(14) кэВ):
{\displaystyle \mathrm {^{90}_{38}Sr} \rightarrow \mathrm {^{90}_{39}Y} +e^{-}+{\bar {\nu }}_{e}.}
Нуклид 90Y также радиоактивен, имеет период полураспада в 64 часа и в процессе β−-распада с энергией 2,28 МэВ превращается в стабильный 90Zr.

## Биологическое действие
Стронций является химическим аналогом кальция, поэтому он наиболее эффективно откладывается в костной ткани (в частности присутствие стронция-90 в детских зубах вследствие атмосферных ядерных испытаний было подтверждено исследованием канадского физика Урсулы Франклин, что стало одним из факторов принятия международного моратория на такие испытания). В мягких тканях задерживается менее 1 %. За счёт отложения в костной ткани, он облучает костную ткань и красный костный мозг. Так как у красного костного мозга взвешивающий коэффициент в 12 раз больше, чем у костной ткани, то именно он является критическим органом при попадании стронция-90 в организм, что увеличивает риск заболеть лейкемией. А поступление большого количества изотопа может вызвать лучевую болезнь. Эти же факты подтверждены в клинике развития хронической лучевой болезни у населения, проживавшего в долине реки Течи и в зоне ВУРС.
Стронций-90 накапливается из загрязнённой им почвы растениями, далее по пищевой цепочке и происходит основное попадание в организм человека, так и других позвоночных животных, где накапливается откладываясь в костях.
Радиоактивное воздействие на биологические организмы радиоактивного изотопа стронция-90 не следует путать с относительно безопасным стабильным изотопом стронция. При этом они не отличаются в способах поступления в организм и в участии в биологических обменных процессах в качестве химического элемента.

## Получение
Изотоп 90Sr получают из радиоактивных продуктов распада 235U в ядерных реакторах (выход достигает 3,5 % от продуктов деления).

## Применение
90Sr применяется в производстве радиоизотопных источников энергии в виде титаната стронция (плотность 5,1 г/см³, энерговыделение около 5,7 Вт/см³).
Одно из широких применений 90Sr — контрольные источники дозиметрических приборов, в том числе военного назначения и Гражданской обороны. Наиболее распространенный — типа «Б-8» исполнен как металлическая подложка, содержащая в углублении каплю эпоксидной смолы, содержащей соединение 90Sr. Для обеспечения защиты от образования радиоактивной пыли через эрозию, препарат закрыт тонким слоем фольги. Фактически такие источники ионизирующего излучения являются комплексом 90Sr — 90Y, поскольку иттрий непрерывно образуется при распаде стронция. 90Sr — 90Y является практически чистым бета-источником. В отличие от гамма-радиоактивных препаратов, бета-препараты легко экранировать относительно тонким (порядка 1 мм) слоем стали, что обусловило выбор бета-препарата для проверочных целей — т. н. контрольный источник (КИ), начиная со второго поколения дозиметрической аппаратуры, активно применялся для военных нужд (КИ Б-8: ДП-5 и ИМД-5; КИ «Напёрсток»: ДП-12), гражданской обороны СССР (КИ Б-8: ДП-5 (все модификации, кроме ДП-5В и ДП-5ВБ), ДП-63(А) и ДП-64) и профессиональной деятельности (КИ от РМГЗ-01, КИ от ДП-2).